# 多佛斯山
70°8′S 64°59′E / 70.133°S 64.983°E
多佛斯山（英語：Mount Dovers）是南極洲的山峰，位於麥克羅伯特森地，處於德懷爾山西北面4公里，屬於查爾斯王子山脈中阿索斯山脈的一部分，現時由南極條約體系管理。